# دانييلا ألفاريز (متسابقة ملكة الجمال)
دانييلا ألفاريز (بالإسبانية: Daniela Álvarez)‏ هي متسابقة ملكة الجمال مكسيكية، ولدت في 1994 في كويرنافاكا في المكسيك.